# Андреев, Владимир Иванович (дипломат)
Влади́мир Ива́нович Андре́ев (10 июля 1925 — 22 сентября 1996) — советский дипломат, чрезвычайный и полномочный посол.

## Биография
Окончил Московский государственный институт международных отношений (МГИМО) МИД СССР (1951). На дипломатической работе с 1951 года.
- В 1951—1955 годах — сотрудник центрального аппарата МИД СССР.
- В 1955—1960 годах — сотрудник Посольства СССР в США.
- В 1960—1963 годах — сотрудник центрального аппарата МИД СССР.
- В 1963—1968 годах — сотрудник Посольства СССР в Мексике.
- В 1968—1971 годах — на ответственной работе в центральном аппарате МИД СССР.
- В 1971 году — первый секретарь Посольства СССР в США.
- С 29 июля 1971 по 23 августа 1978 года — чрезвычайный и полномочный посол СССР в Колумбии[1].
- С 29 ноября 1976 по 23 августа 1978 года — чрезвычайный и полномочный посол СССР в Суринаме по совместительству[2].
- С 1979 года — на ответственной работе в аппарате Президиума Верховного Совета СССР.